# 拉乌尔·瓦伦贝格
羅爾·古斯塔夫·華倫堡（瑞典語：Raoul Gustaf Wallenberg；1912年8月4日—1952年7月31日），瑞典建筑师、商人、外交官和人道主义者，瑞典瓦伦堡家族最知名成员。在第二次世界大战后期，他成功地从纳粹德國的軸心盟國匈牙利王國拯救出数千名犹太人，使他们在纳粹大屠杀中幸免于难，因而广为人知。在1944年7月至12月间，羅爾·華倫堡是瑞典驻布达佩斯的特使，他给犹太人发放了保护护照，并在标记为瑞典领土的建筑内庇护犹太人，从而拯救了数万性命。

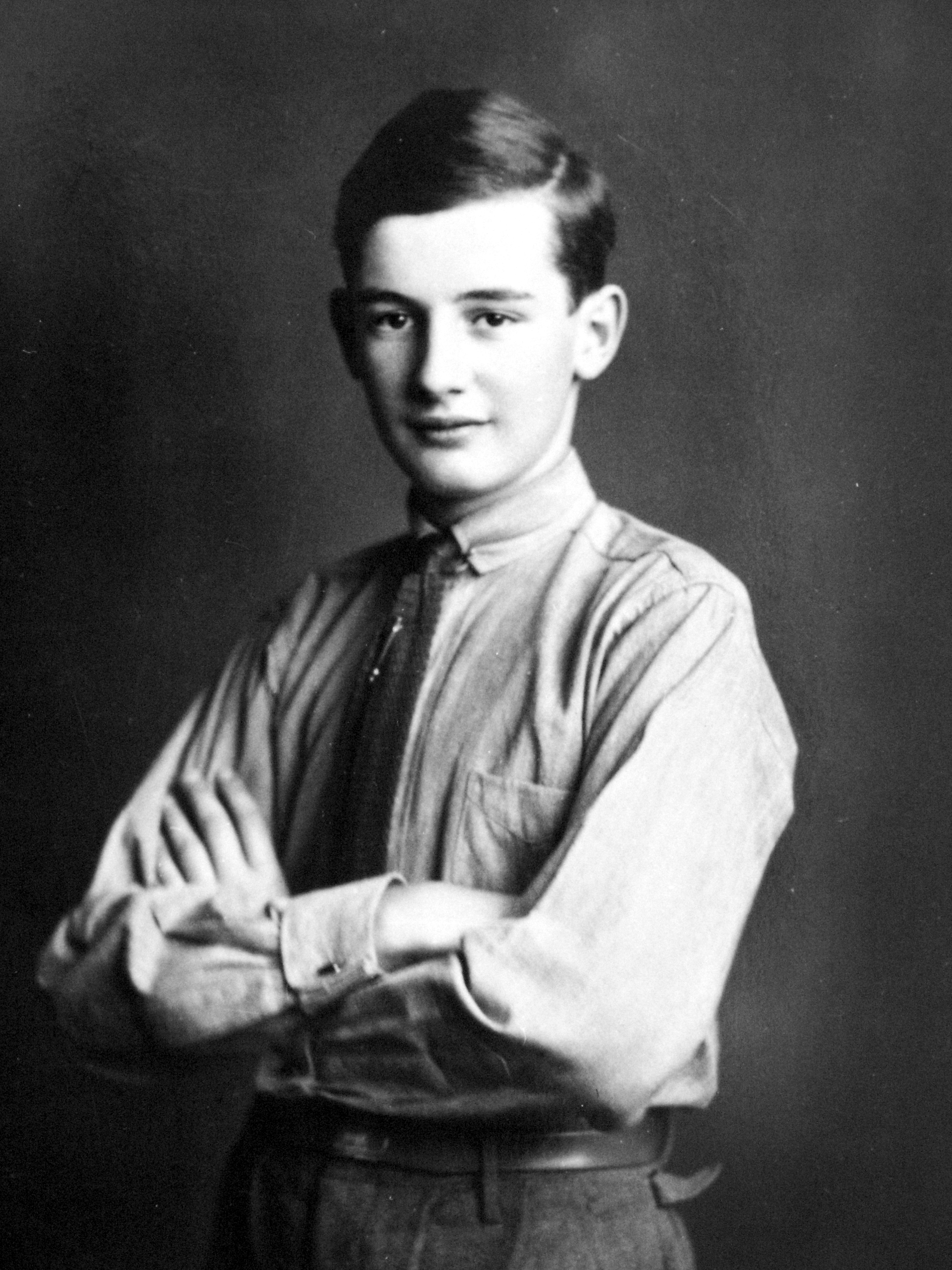
童年时的羅爾·華倫堡

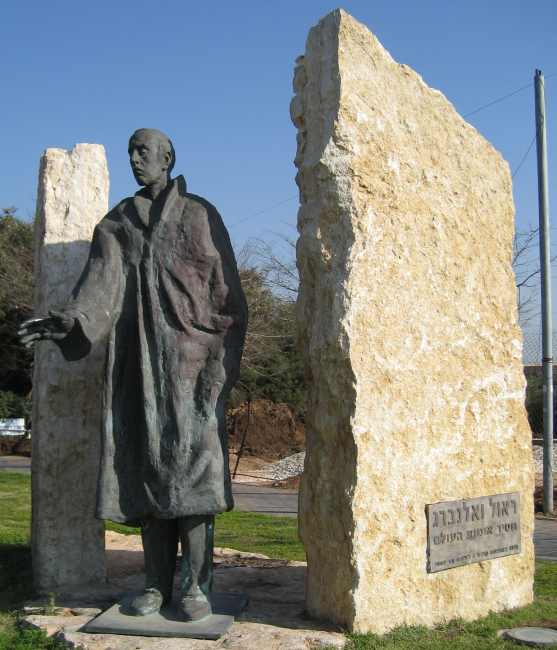
羅爾·華倫堡纪念像，位于以色列特拉维夫市的華倫堡街。

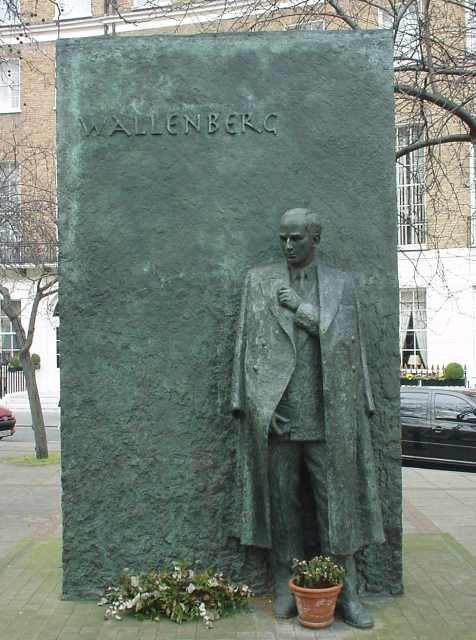
伦敦的纪念建筑

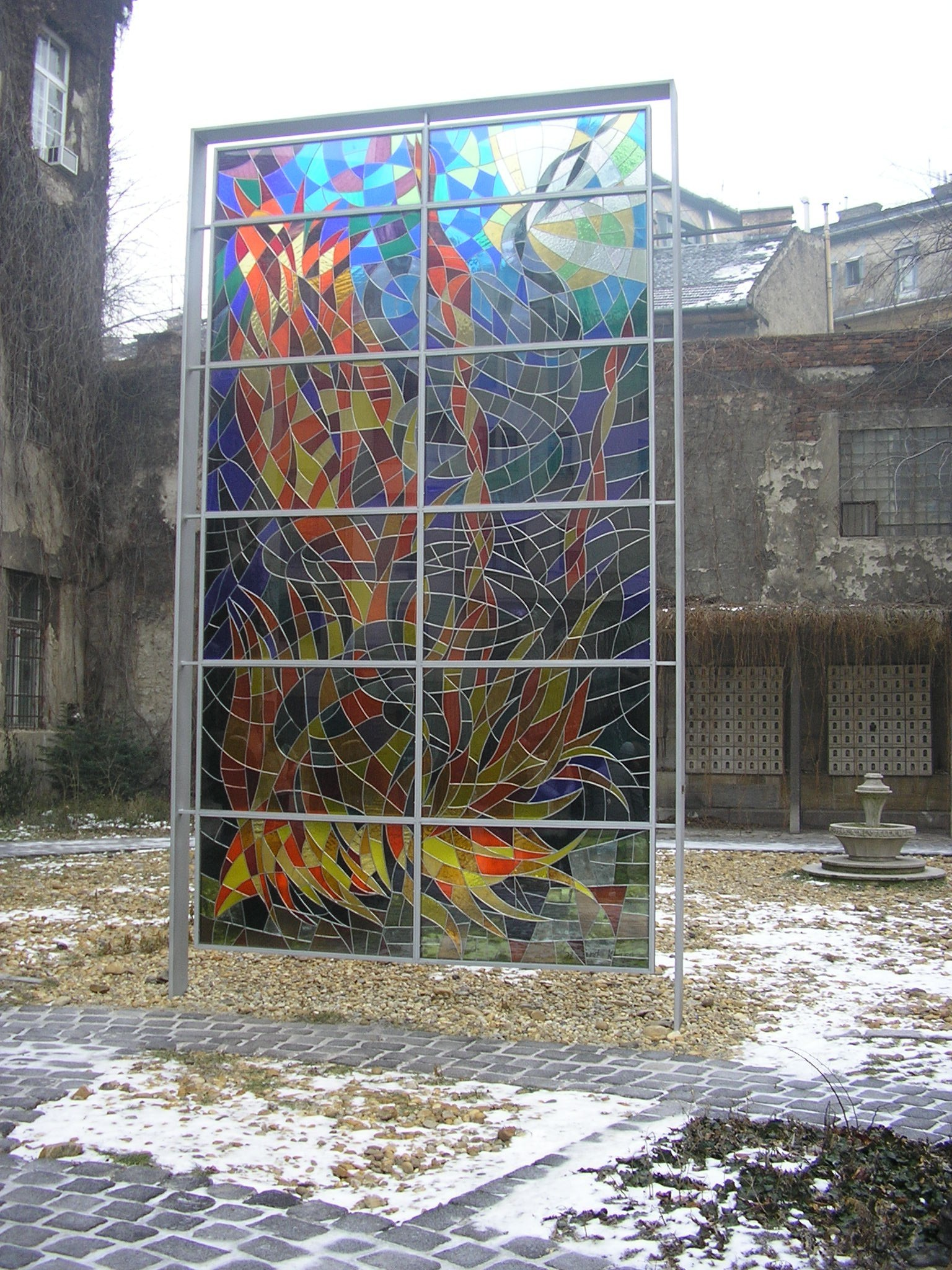
布达佩斯的華倫堡纪念碑

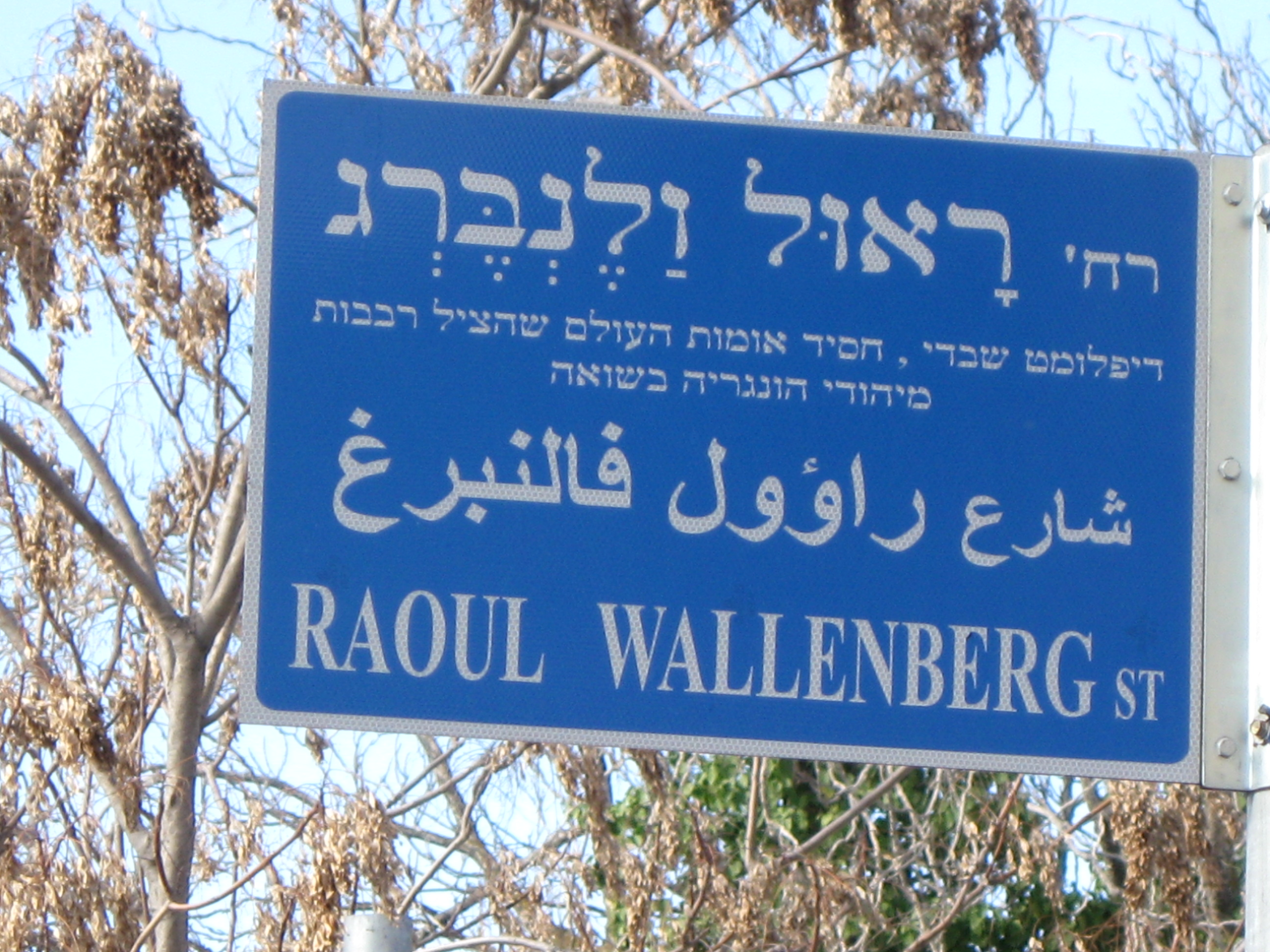
耶路撒冷指示羅爾·華倫堡街的路标。

蘇聯红军围困布达佩斯期间，苏联当局于1945年1月17日以涉嫌从事间谍活动之名将羅爾·華倫堡拘留，随后他就失踪了。据后来报道，他在1947年7月17日去世，死时被囚禁在莫斯科的卢比扬卡，这是克格勃总部及其附属监狱的代称。苏联政府逮捕和关押華倫堡的动机，连同他死亡时的环境以及他与美国情报机构的可能关系，至今仍是未解之谜。

## 早年
羅爾·華倫堡1912年生于斯德哥尔摩附近的利丁厄，他的外祖父母曾于1882年在这里建立了避暑别墅。他的祖父古斯塔夫·華倫堡是一名外交官，曾出使东京、君士坦丁堡和索菲亚。
他的父母在1911年结婚。父亲叫拉乌尔·奥斯卡·華倫堡（1888－1912），是瑞典海军军官，他在儿子出生3个月前死于癌症；母亲叫玛丽亚·索非亚·维辛（1891－1979）。1918年，他的母亲嫁给弗雷德里克·冯·达代尔（卒于1979年），他们育有一子一女。
1931年，羅爾·華倫堡前往美国的密歇根大学学习建筑。他在学校里学会了英语、德语和法语。尽管家境富裕，他仍在业余时间干些零工，比如和其他男同学一起在芝加哥拉黄包车。
返回瑞典后，他发现拥有美国学位不能开业当建筑师。最后，由他祖父出面，帮他在南非开普敦一家瑞典的建材销售公司谋了一份办公室工作。在1935年和1936年间，羅爾·華倫堡受聘于荷兰银行位于海法的办事处。他在1936年回到瑞典，在伯父兼教父雅各·華倫堡的帮助下，从中欧贸易公司获得一份职位。这个公司从事斯德哥尔摩和中欧间的进出口贸易，由匈牙利犹太人卡尔曼·劳尔拥有。

## 第二次世界大战
从1938年开始，匈牙利王国的摄政米克洛什·霍尔蒂以1935年在納粹德国颁布的纽伦堡种族法律为蓝本，通过了一系列反犹太人的措施。这些匈牙利法律和它们的德国蓝本一样，着重限制犹太人从事某些行业，减少犹太人在政府和公务部门工作的数量，并禁止通婚。正因为如此，羅爾·華倫堡的生意合伙人卡尔曼·劳尔发现，回到他的祖国匈牙利变得越来越难。与此同时，匈牙利日益投靠德国，在1940年11月成为轴心国成员，1941年6月參與德国牵头的蘇德战争。出于需要，羅爾·華倫堡成为劳尔的私人代表，代他前往匈牙利打理生意，顺道看望劳尔留在布达佩斯的远房亲戚。他很快学会了匈牙利语，并从1941年起日益频繁地前往布达佩斯。在不到一年时间里，羅爾·華倫堡就成了公司的共同所有者和国际部主任。二战早期，羅爾·華倫堡还几次前往德国和德占法国公干。正是在这些旅行期间，羅爾·華倫堡能够近距离观察纳粹的官僚作风和行政方法，这些知识对他后来是非常有价值的。
与此同时，随着二战的战情越来越不利于德国及其盟国，匈牙利的国内状况开始恶化。轴心国在斯大林格勒战役惨败后（与納粹德国军队一起战斗的匈牙利军队以及義大利、羅馬尼亞軍隊在此次战役中的伤亡率高达84％），米克洛什·霍尔蒂政权开始与美国和英国秘密进行和平谈判。希特勒得知霍尔蒂在搞两面派后，于1944年3月下令德军占领匈牙利。纳粹部隊迅速控制了该国，将霍尔蒂软禁，并在布达佩斯安插了一个亲德的傀儡政府。一旦纳粹取得控制权，匈牙利犹太人享有的相对安全便告终了。在1944年4月和5月，纳粹政权及其帮凶开始把匈牙利犹太人大规模驱逐到德占波兰的集中营，每天驱逐的人数多达12000人。

## 出使布达佩斯
1944年7月，羅爾·華倫堡赴布达佩斯，在瑞典驻匈牙利公使馆任一等秘书，对匈牙利犹太人的驱逐此时已经进行了好几个月。1944年5月至7月，纳粹中央保安局（盖世太保）犹太处处长阿道夫·艾希曼和他的同事已经把超过40万的犹太人用货运列车驱逐出境了。在这40万人中，除了15000人，其余的全被直接送到波兰南部的奥斯威辛－比克瑙集中营。羅爾·華倫堡到来之时，只有23万犹太人留在匈牙利。他与其他瑞典外交官一道，签发了“保护护照”（德语：Schutz-Pass），它用来证明护照携带者是瑞典国民，他们正在等候遣返回国，从而可以免遭驱逐。虽然不合法，这些文件看起来是来自官方的，为德国和匈牙利当局所普遍接受。瑞典駐匈公使馆还与德国当局谈判，成功使“保护护照”携带者被当作瑞典公民，因而可以不用佩戴犹太人必须戴的黄色标记。
瑞典公使馆还出钱在布达佩斯租下32处建筑，宣称它们享有受外交豁免权保护的治外法权。羅爾·華倫堡在建筑入口处贴上“瑞典图书馆”、“瑞典研究所”等标牌，并在建筑正前方悬挂醒目的瑞典国旗。这些建筑最后容纳了将近一万人。

根据为羅爾·華倫堡工作过的一位司机的讲述，羅爾·華倫堡曾拦截一辆载满犹太人、即将开往奥斯威辛的火车：
……他爬上火车车顶，往尚未封闭的门里递保护护照。德国人让他下来，他不理。然后箭十字党的人就开枪了，喊他走开。他还是不理，继续镇静地把护照发到那些向他伸来的手中。我相信箭十字党成员故意朝他头顶上方开枪，否则不可能连一枪都击不中。我想他们这样做，是因为他们被他的勇气打动了。羅爾·華倫堡发完最后一张护照后，让所有拿到的人离开火车，走到停在附近的车队那里，这些车都标上了瑞典国旗的颜色。我不记得具体数字了，但他从那列火车上救了几十个人，德国人和箭十字党成员看傻眼了，他们让他扬长而去。
羅爾·華倫堡开始每天晚上在不同的房子里睡觉，以防被箭十字党成员或艾希曼的人抓获或暗杀。苏联占领布达佩斯前两天，羅爾·華倫堡曾与艾希曼和德军驻匈牙利的最高统帅格哈德·施密特许贝尔少将谈判。他警告占领匈牙利的德军，如果他们组织布达佩斯剩下的犹太人进行死亡行军，战争一结束，他就会起诉他们的战争罪行。

## 下落
1944年12月底，苏联军队成功包围了布达佩斯。尽管如此，布达佩斯的德军指挥官拒绝投降，由此展开了一场血腥的围困战。1945年1月17日，在战斗白热化期间，羅爾·華倫堡因涉嫌从事间谍活动而被苏军带走，从此失踪，2月13日，匈牙利投降。
羅爾·華倫堡被捕后，有关他的信息主要靠推测。有不少人声称曾在他囚禁期间见过他。他在1945年1月21日被转移到卢比扬卡监狱，与古斯塔夫·里希特一起关押在123号囚室。里希特曾是德国驻罗马尼亚大使馆的武官，他1955年在瑞典作证，羅爾·華倫堡在1945年2月上旬被审问过一次，为时大约一个半小时。1945年3月1日，里希特更换囚室，从此再没有见过羅爾·華倫堡。1945年3月8日，苏联控制的匈牙利电台宣布羅爾·華倫堡已被谋杀，暗示他是由箭十字党或盖世太保杀害的。
1957年2月6日，苏联政府公布了一份日期为1947年7月17日的文件，上面说：“我汇报，您所熟悉的囚犯羅爾·華倫堡今晚猝死在他的囚室，可能是因为心脏病发作或心脏衰竭。遵照您让我亲自照看羅爾·華倫堡的指示，我请求批准验尸，以明确死因……我已亲自通知了部长，并已得到命令，尸体不验，而是火化掉。”该文件由当时卢比扬卡监狱医务室负责人Smoltsov签署，收件者是苏联国家安全部长维克托·谢苗诺维奇·阿巴库莫夫。1989年，羅爾·華倫堡的个人物品归还给他的家人，包括他的护照和烟盒。苏联官员说，他们是在更新储藏室的隔架时发现了这些物品。1991年，俄罗斯政府调查羅爾·華倫堡的命运，认为他是于1947年在卢比扬卡监狱被处决的。
羅爾·華倫堡的同母异父的弟弟盖伊·冯·达代尔教授是知名物理学家，他从欧洲核子研究组织退休后便致力于调查羅爾·華倫堡的下落。他前往苏联大约50几次，进行调查和访谈。多年来，冯·达代尔教授已存档了50000页的采访、杂志文章和书信。他和他的家人并不接受关于羅爾·華倫堡死因的各种说法。他们仍在请求俄罗斯、瑞典和匈牙利向研究者开放有关档案。羅爾·華倫堡的侄女路易丝·冯·达代尔是这个家庭中的主要活动家，她的很多精力用于做有关羅爾·華倫堡的演讲，并游说多个国家帮助揭示她叔叔的信息。
羅爾·華倫堡失踪后获得了无数人道主义荣誉。以色列、美国、加拿大和匈牙利还接纳他为荣誉公民。
2016年10月31日，瑞典政府正式認定華倫堡已經死亡，並決定以1952年7月31日作為他在法律上的死亡日期。

## 外部連結
- 拯救犹太人的反纳粹英雄
- 拉乌尔·瓦伦贝格 （页面存档备份，存于） - 以色列猶太大屠殺紀念館 （英文）